# Via Giuseppe Giusti
Via Giuseppe Giusti è una strada del centro storico di Firenze, che va da via Gino Capponi a piazza d'Azeglio, angolo via Vittorio Alfieri; lungo il tracciato si innesta perpendicolarmente borgo Pinti.

## Storia
In origine la strada era più breve: si chiamava via del Mandorlo, evidentemente per la presenza di una annosa pianta di questo frutto, e correva lungo il confine degli orti del monastero della Crocetta fino a borgo Pinti, qui chiusa dalle proprietà dei Panciatichi Ximènes. Era stato nientemeno che Lorenzo il Magnifico a dare a numerose strade della zona un nome "botanico". Con deliberazione della giunta comunale del gennaio 1868 il nome fu esteso al nuovo tratto che contestualmente era stato realizzato prolungando il tracciato fino a piazza Massimo d'Azeglio, secondo il piano regolatore interno della città redatto dall'ingegnere del Comune Luigi Del Sarto e in ragione delle necessità sorte con la nascita del nuovo quartiere della Mattonaia negli anni di Firenze Capitale (1865-1871). L'apertura del nuovo tratto sacrificò, tra l'altro, una parte dell'ex-noviziato di San Salvatore e del giardino di palazzo Panciatichi Ximenes.
La dedica al poeta di Monsummano avvenne nel maggio del 1894, quarantaquattro anni dopo la sua morte (1850), che era avvenuta proprio nel vicino palazzo di Gino Capponi, come ricorda anche una targa su via Gino Capponi.
Il primo tratto, confinante con piazza d'Azeglio, fu aperto solo alla fine dell'Ottocento.

## Descrizione
Sulla via si affacciano prevalentemente edifici residenziali, alcuni di pregio, come un lato del palazzo di Gino Capponi (con l'ingresso carrozzabile del giardino), il bizzarro palazzo Zuccari, realizzazione manierista del pittore Federico Zuccari, e la sede dell'Istituto Gaetano Salvemini, affacciato su una tranquilla piazzetta alberata.

### Edifici
| Immagine | N°          | Nome                                      | Descrizione |
| -------- | ----------- | ----------------------------------------- | --- |
|          | 7-9         | Palazzo                                   | L'edificio sorse su una parte del giardino di palazzo Panciatichi Ximenes, a sua volta ampliato sull'area dell'ex-noviziato di San Salvatore. Tra il 1865 e il 1870, sulla base del piano regolatore interno della città redatto dall'ingegnere del Comune Luigi Del Sarto e in stretta relazione con l'urbanizzazione del quartiere della Mattonaia e quindi del definirsi di piazza d'Azeglio, l'edificio dell'ex noviziato fu tagliato dal proseguimento del tracciato di via del Mandorlo (ora via Giuseppe Giusti), teso a definire adeguate vie di accesso al nuovo quartiere, con la conseguente divisione della proprietà. Il fronte che oggi si apprezza, è quindi da datarsi necessariamente a questi anni, tuttavia presenta caratteri attardati (si vedano le incorniciature delle finestre terrene), che meglio si prestano ad essere collocati nella prima metà del secolo, per cui si può supporre che, nonostante il periodo tardo dell'intervento, si sia voluto riproporre il disegno utilizzato da Niccolò Matas negli anni trenta dell'Ottocento, in modo da assicurare continuità con i fronti superstiti su borgo Pinti e verso il giardino. Ciò detto, per quanto riguarda ciò che si può apprezzare dalla strada, l'edificio si presenta come esteso casamento con una facciata organizzata su quattro piani per ben dodici assi, caratterizzata a circa la metà da una successione di tre archi (due tamponati con finestre, uno a definire il portone di accesso) coronati da un altrettanto lungo balcone su mensole e ringhiera in ferro. Questi archi (che allo stesso modo si apprezzano sul fronte dell'edificio antistante) dovrebbero segnare il punto in cui si estendeva la corte interna del noviziato e quindi dell'addizione del palazzo. |
|          | 8-10-12     | Palazzo                                   | Si tratta di un grande edificio ottocentesco coevo agli anni in cui venne aperto questo lato di strada, tagliando gli orti del noviziato di San Salvatore. Correvano gli anni di Firenze capitale e il grande edificio, ben quindici assi ripartiti su tre portali sormontati da terrazzino, si intonava con le residenze alto-borghesi della vicina piazza d'Azeglio, eretti proprio in quegli anni (1865-1870). |
|          | 11          | Palazzo Ximenes da Sangallo               | Nella seconda metà del XIX secolo, con la costruzione del quartiere della Mattonaia, il palazzo, risalente alla fine del Quattrocento, e il giardino vennero tagliati in due per l'apertura prolungare via del Mandorlo (via Giusti), distruggendo l'antico giardino dei Gesuiti che si era fino ad allora conservato. Fu Marianna Panciatichi Ximenes, ultima discendente familiare e moglie di Alessandro Anafesto Paulucci delle Roncole, a far restaurare il palazzo, con un nuovo fronte a sud, e il giardino, secondo il gusto allora dominate del parco all'inglese. |
|          | 16-18       | Ex-noviziato di San Salvatore             | Era in quest'area un noviziato fondato nel 1632 e intitolato a San Salvatore, sorto grazie alla donazione di terre e case preesistenti a favore dei gesuiti di San Giovannino. Nel 1775, a seguito delle soppressioni, il complesso fu acquistato dagli Ximenes con l'intento di ingrandire le proprietà presenti nella zona. Passato l'insieme di queste fabbriche ai Panciatichi Ximenes (1816), negli anni 1839-1840 fu in effetti promossa l'integrazione del complesso con il palazzo, sulla base di un progetto di ristrutturazione dovuto all'architetto Niccolò Matas, fino a determinare una estesa proprietà che, con i giardini e gli orti, giungeva fino all'attuale piazza Massimo d'Azeglio. Tra il 1865 e il 1870 l'edificio dell'ex noviziato fu tagliato dal proseguimento del tracciato della via. L'edificio si presenta come esteso casamento con una facciata organizzata su quattro piani per ben undici assi (uno in meno rispetto a quello dell'edificio antistante), caratterizzata a circa la metà da una successione di tre archi, che dovrebbero segnare il punto in cui si estendeva la corte interna del noviziato e quindi dell'addizione del palazzo. In questi ambienti, prima che venisse tracciata la strada, alloggiarono durante il loro soggiorno fiorentino lo scrittore statunitense Henry Theodore Tuckerman (1837-1838) e, per un breve periodo, lo scultore Horatio Greenough. |
|          | 26          | Casa                                      | Si tratta di un dignitoso edificio, con la facciata sviluppata per otto assi su tre piani, di disegno comunque oltremodo semplice. Lo scudo sul portone, attualmente illeggibile, è segnalato nel repertorio di Bargellini e Guarnieri e descritto per l'arme con un leone rampante attraversato da una banda, che gli autori ipotizzano riconducibile alla famiglia Rosselli. |
|          | 27          | Istituto Gaetano Salvemini                | Erano qui nell'Ottocento vaste proprietà del vicino domenicano della Crocetta, per lo più tenute ad orti. Il grande edificio che attualmente occupa l'area fu realizzato su progetto dell'Ufficio d'Arte del Comune tra il 1884 e il 1891, anno nel quale fu occupato (come da progetto) dall'Istituto Tecnico, gloriosa scuola fondata nel 1853 da Leopoldo II di Lorena con la denominazione di "Imperiale e Regio Istituto Tecnico Toscano", dedicata all'insegnamento di discipline quali chimica, fisica, geometria, storia naturale, meccanica e metallurgia. Pur cambiando denominazione nel tempo (attualmente forma assieme all'Istituto commerciale Emanuele Filiberto duca d'Osta già in via della Colonna il Polo Tecnico Statale di Firenze) ha mantenuto sostanzialmente l'indirizzo voluto alla sua nascita, peraltro conservando una vasta e interessante collezione scientifica con strumenti e modelli per lo studio della fisica e della meccanica, tavole di botanica, minerali, fossili e campioni zoologici, dal 1987 gestiti dalla Fondazione Scienza e Tecnica con sede sempre in via Giuseppe Giusti, al numero 29. |
|          | 30          | Casa                                      | La casa ha un fronte ad un solo ampio asse, con la parte basamentale arricchita da un vistoso bugnato rustico e da un ampio portone. I tre piani superiori sono segnati da altrettante bifore, riecheggianti modelli quattrocenteschi secondo modi propri delle architetture fiorentine tra Ottocento e primo Novecento. In questa casa abitò, intorno agli anni cinquanta del Novecento, il poeta Luigi Fallacara. |
|          | s.n.        | Tabernacoli di suor Domenica del Paradiso | Alla morte di suor Domenica del Paradiso le monache vollero ricordarla con una pittura murale eseguita sul muro dell'orto. Ma quando, nell'Ottocento, l'orto fu confiscato per la costruzione del grande edificio destinato all'Istituto tecnico, l'affresco rimase isolato, sotto una modesta tettoia, che non lo salvava dalle intemperie. Fu il Comitato per l'Estetica cittadina a dare incarico di restaurare e sistemare la pittura cinquecentesca all'architetto Umberto Fabbrini. Oggi coperto e scarsamente leggibile, il tabernacolo si trova a fianco della scuola. Una seconda edicola, probabilmente legata alle visioni della mistica, si trova di fronte all'ingresso degli impianti sportivi retrostanti l'Istituto Salvemini. |
|          | 35-37-39-41 | Case del Conservatorio delle Filippine    | Si tratta di una serie di semplici edifici che si succedono lungo la via, a due e tre piani, con altrettanti portoni incorniciati in pietra, di foggia semplice e tuttavia apparentemente riconducibile al Cinquecento. Attualmente sono sede delle Suore Filippine che in parte gestiscono la struttura rendendola disponibile come ostello universitario (Casa Regina del Santo Rosario, con ingresso dal numero civico 35). La loro presenza in questo luogo dovrebbe tuttavia essere ben antica stando a quanto riporta Federico Fantozzi che, parlando degli edifici e ricordando come un tempo il conservatorio "destinato alla educazione di civili fanciulle" occupasse anche la successiva casa Zuccari, così precisa: "L'istituzione di questo conservatorio ebbe origine in una casa di Borgognissanti per opera di Margherita Borromei nel 1544, ma divenuta angusta pel cresciuto numero delle convittrici, fu trent'anni dopo trasferito in questa". Alla luce di questi dati si spiegano tuttavia male i pietrini che ricorrono sui fronti, interpretati nel repertorio di Bargellini e Guarnieri come riferibili ai Francescani (in corrispondenza del numero 41) e dei Servi di Maria (in corrispondenza dei numeri 35 e 37). Si segnala anche la presenza di uno scudo con un'arme di famiglia (non identificata) segnata da un toro furioso. |
|          | 38-40       | Casa Rosselli                             | L'edificio è legato al ricordo dei fratelli Carlo e Nello Rosselli, protagonisti della resistenza italiana al fascismo, che lo abitarono dagli anni venti agli anni quaranta del Novecento. Nel 1972 fu acquistato dalla Fondazione Volkswagenwerk che subito dopo lo cedette all'Associazione del Kunsthistorisches Institut in Florenz, la quale aveva necessità di ampliare gli spazi della biblioteca dell'Istituto dal 1964 collocata nel confinante palazzo Capponi Incontri. Tra il 1981 e il 1982 l'edificio, con lo stesso palazzo Capponi Incontri, è stato oggetto di un complesso intervento di ristrutturazione e ammodernamento. Il fronte presenta un disegno decisamente prossimo a quello del palazzo attiguo, per cui si può considerare realizzato sempre attorno al 1830 su progetto dell'architetto Gaetano Baccani. Anche i giardini dei due palazzi sono confinanti: quello di casa Rossalli ha in particolare un grazioso disegno all'italiana con un pergolato. In corrispondenza dell'ingresso al numero 38 è una lapide a ricordare l'azione e il sacrificio dei fratelli Rosselli. |
|          | 42-44-46    | Palazzo Capponi Incontri                  | Era in quest'area il convento domenicano di Santa Maria della Pietà. Fu ridotto a conservatorio nel 1786 e quindi soppresso nel 1808. Nel 1811 il complesso fu destinato a casa di correzione e nel 1813 è documentato un cantiere volto alla ristrutturazione delle preesistenze, su progetto dell'architetto Giuseppe Del Rosso. Alienato, il convento fu acquistato nel 1819 dai Capponi, che subito promossero lavori per trasformarlo in ampia residenza, con la direzione affidata a Giuseppe Cacialli. È tuttavia tra il 1825 e il 1830 che il palazzo assunse l'attuale configurazione, questa volta su progetto dell'architetto Gaetano Baccani al quale è riconducibili anche il disegno della facciata. Passato oramai agli Incontri, nel 1961 il complesso fu acquistato dalla Fondazione Fritz Thyssen per essere subito dopo ceduto all'Associazione del Kunsthistorisches Institut in Florenz, che era alla ricerca di una nuova sede risultando oramai insufficienti gli spazi del palazzo Guadagni di piazza Santo Spirito occupati dall'Istituto dal 1912. Inaugurato con l'apertura della biblioteca e della fototeca al pubblico nel 1964, nel 1972 l'istituto fu ampliato e ristrutturato a più riprese. |
|          | 43          | Palazzo Zuccari                           | Il palazzetto fu progettato (riconfigurandolo su una più antica preesistenza già studio di Andrea del Sarto) come laboratorio e bottega di Federico Zuccari, quando nel 1578 questi si trovava a Firenze per completare gli affreschi della cupola del Duomo iniziati da Giorgio Vasari. Nonostante possa essere considerato come porzione della residenza, è sempre stato segnalato dalla letteratura come edificio a sé stante, per l'evidente imporsi dell'elaborato fronte rispetto a quelli adiacenti. Non vi è infatti dubbio che questo sia un esempio di architettura manierista quasi unico a Firenze (seppure con richiami a coeve facciate romane), per i caratteri di intellettualistica bizzarria che lo distinguono: in quest'ottica sono da valutare il contrasto pietra-cotto, i singolari bassorilievi scolpiti, l'uso stravagante delle bozze rustiche. Secondo il Baldinucci lo studio servì nel Seicento anche a Jacopo Vignali, Baldassarre Franceschini (il Volterrano) e Carlo Dolci. Come la casa adiacente dal lato di via Gino Capponi, nel 1987 il complesso è stato comprato dalla Deutsche Bank per essere donato al Kunsthistorisches Institut in Florenz (1988) che, dopo aver promosso l'integrale recupero dell'edificio e delle sue decorazioni pittoriche, lo ha destinato ad uffici e ad ospitare manifestazioni artistiche e culturali. |
|          | 49          | Casa di Andrea del Sarto                  | Si tratta del fronte secondario della casa già di Andrea del Sarto, quindi di Federico Zuccari, con ingresso anche in via Gino Capponi 22 (dove è la facciata principale dell'edificio). Sulla cantonata uno scudo con l'arme dei Medici sostenuto da due cornucopie e da un pan di zucchero (in analogia col cognome del proprietario riconoscente), il tutto sostenuto da una colonna che segna fino a questa altezza il cantone. |
|          | 48          | Palazzo di Gino Capponi                   | Sulla strada si affaccia un lato del grande palazzo di via Capponi, con edifici secondari e due cancellate per l'ingresso al giardino, una delle quali carrozzabile. |

### Lapidi
Al 38, come già anticipato, si trova una lapide dedicata ai fratelli Rosselli su quella che fu la loro casa:
| DA QUESTA CASA OVE NEL 1925 IL PRIMO FOGLIO CLANDESTINO ANTIFASCISTA DETTE ALLA RESISTENZA LA PAROLA D’ORDINE NON MOLLARE FEDELI A QUESTA CONSEGNA COL PENSIERO E COLL’AZIONE CARLO E NELLO ROSSELLI SOFFRENDO CONFINI CARCERI ESILII IN ITALIA IN FRANCIA IN SPAGNA MOSSERO CONSAPEVOLI PER DIVERSE VIE INCONTRO ALL’AGGUATO FASCISTA CHE LI RICONGIUNSE NEL SACRIFICIO IL 9 GIUGNO 1937 A BAGNOLES DE L’ORNE MA INVANO SI ILLUSERO GLI OPPRESSORI DI AVER FATTO LA NOTTE SU QUELLE DUE FRONTI QUANDO SPUNTÒ L’ALBA SI VIDERO IN ARMI SU OGNI VETTA D’ITALIA MILLE E MILLE COL LORO STESSO VOLTO VOLONTARI DELLE BRIGATE ROSSELLI CHE SULLA FIAMMA RECAVANO IMPRESSO GRIDO LANCIATO DA UN POPOLO ALL’AVVENIRE GIUSTIZIA E LIBERTÀ |

Francesco Bigazzi riportò nel 1887 anche un'iscrizione oggi scomparsa, che doveva trovarsi nei pressi dell'Istituto Salvemini, e che era stata tracciata con un ferro nell'intnaco dal muratore che aveva accecato la "via fra i due Orti", ovvero il prolungamento fin qui di via della Pergola. Recitava: "Nel 1786 fu / serato questa / strada da S. A. / Reale del mese otbre".